# Square Wenzler
Le parc Saint François-Xavier est un parc public de Colmar en Alsace. 
Le parc a été supprimé en 2019 pour laisser place à un ensemble immobilier en 2021.

## Localisation
Il est situé dans le quartier saint-Joseph.
On y accède par le 8 rue Victor-Huen.

## Historique
Ce square se situe sur la pelouse d'un ancien terrain de football.
En 2019, le parc a été fermé puis vendu par le propriétaire (association du Cercle Saint Joseph) à Boulle qui a construit un ensemble immobilier important.
La grande majorité des arbres ont été coupés ainsi qu'une petite maison, qui abritait une salle de fête et un club d'informatique, a été démolie pour faire place au chantier de 2020 à fin 2021.
Ce sont ainsi une cinquantaine de logements qui ont été construits en dépit du caractère plutôt résidentiel du voisinage.
L'actuel propriétaire est Domial, acteur alsacien du logement social.